# Hayti Heights
Hayti Heights – miasto w Stanach Zjednoczonych, w stanie Missouri, w hrabstwie Pemiscot.